# Schauerliteratur

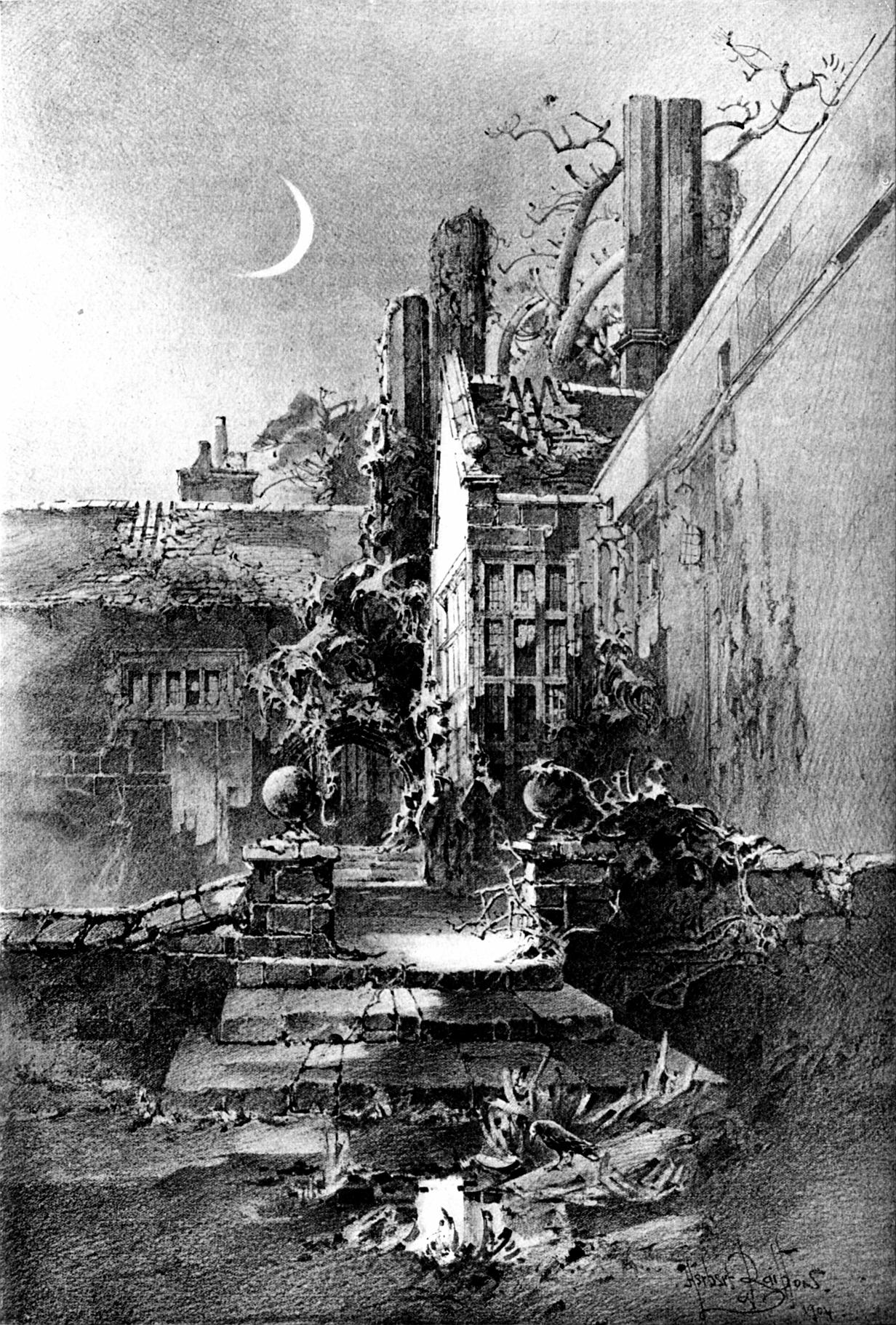
Schaurige Gemäuer als ein Symbol der Schauerliteratur (Haus von William Wordsworth in Rydal Mount)

Die Schauerliteratur (englisch gothic fiction) bzw. der Schauerroman (englisch gothic novel) ist ein literarisches Genre der Phantastik, das Mitte des 18. Jahrhunderts in England entstand und seine Blüte am Anfang des 19. Jahrhunderts erlebte.
In der Gestalt des Schauerromans wurde in der englischen Literatur am Ende des 18. Jahrhunderts das von der Rationalität der Aufklärung verdrängte Übernatürliche und Unkonventionelle wieder aufgenommen. Dabei wurde der Schrecken zur bewusst geschaffenen ästhetischen Ware, die sich gut verkaufen ließ. Die Erstellung erfolgte vor allem nach Regeln, die sich an Burkes Theorie des Erhabenen und literarischen Modellen wie dem jakobäischen Drama oder der mittelalterlichen Romanze orientierten.

## Der englische Schauerroman

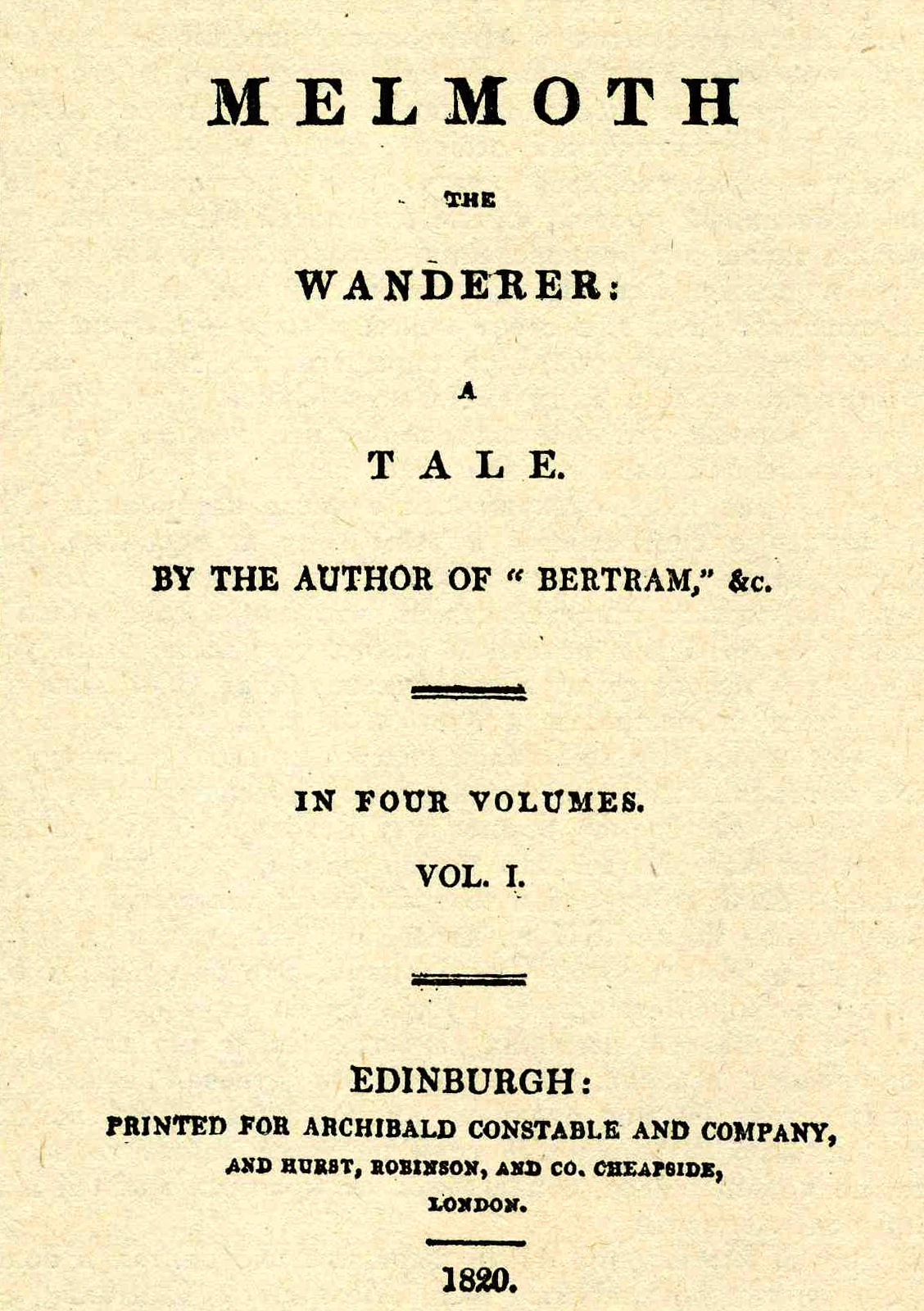
Melmoth the Wanderer, Titelseite der Erstausgabe von 1820

Mit Das Schloss von Otranto schrieb Horace Walpole 1764 die erste gothic novel und begründete damit ein neues Genre, das sich ab der zweiten Hälfte des 18. Jahrhunderts enormer Beliebtheit erfreute. Namensgebend für diese neue Gattung war dabei der Untertitel von Walpoles Schauerroman A Gothic Story. Während in Walpoles Roman gruselerregende Vorgänge wie der vom Himmel fallende Riesenhelm allerdings noch vergleichsweise lächerlich wirkten, entstand mit Ann Radcliffes The Mysteries of Udolpho (1794) und Matthew Gregory Lewis’ berüchtigtem Roman The Monk, mit seiner Orgie sadistischer und sexueller Fantasien, endgültig eine neuartige Gattung, die in trivialisierter und vergröberter Form zur dominanten Literaturform am Anfang des 19. Jahrhunderts wurde. Bereits in Lewis’ Roman finden sich Nervenkitzel wie Folter, Inzest oder verwesende Leichen, die die Sensationsgier der Leserschaft befriedigen sollen.
Den Schlusspunkt der Entwicklung dieser Gattung im engeren Sinne setzte dann Charles Robert Maturin 1820 mit seiner monumentalen, 600 Seiten langen Erzählung Melmoth the Wanderer, deren Protagonist, der ewig ruhelose Wanderer Melmoth, einen faustischen Pakt mit dem Teufel geschlossen und diesem seine Seele vermacht hat, um seinen Wissensdurst zu befriedigen, nun aber vergeblich einen Unglücklichen sucht, der bereit ist, mit ihm zu tauschen.
Richard Hurd beschrieb die neue literarische Richtung in seinen Letters on Chivalry and Romance als „gothic romance“, in der er etwas fand, das „der Sichtweise eines Genies und dem Zweck der Poesie in besonderem Maße angemessen“ sei. Er untermauerte sein Lob mit einem Beispiel aus der Architektur:
„Wenn ein Architekt einen gotischen Bau an griechischen Regeln misst, findet er nichts als Unförmigkeit. Doch die gotische Architektur hat ihre eigenen Regeln, und wenn man sie nach diesen untersucht, stellt man fest, dass sie ihre eigenen Qualitäten hat, ebenso wie die griechische.“
Der Aufstieg der Schauerliteratur hängt eng zusammen mit einer Erweiterung des Ästhetikbegriffes, der seit Joseph Addisons Spectator-Essay über „Imagination“ zum einen die verschiedenen Spielarten der Natur und ihrer Wirkung auf den Menschen entdeckt, zum anderen deren gefährliche und unheimliche Seiten. Die erweiterte Ästhetik bezieht sich daher nicht mehr allein auf die arkadische Landschaft, sondern auch auf das Düstere und das Erhabene.
Die theoretische Pionierarbeit für diesen Paradigmenwechsel hatte vor allem Edmund Burke mit seiner Schrift A Philosophical Enquiry into the Origin of our Ideas of the Sublime and Beautiful (1757) geleistet. Für die Schauerliteratur ist das Dunkle und Erhabene auch in dem Sinne entscheidend, dass die Konzeption des Menschen nicht mehr allein die Seite der Vernunft, des balancierten gesellschaftlichen Verhaltens und eines ihnen zukommenden ästhetischen Ausdrucks in den Vordergrund stellt, sondern ebenso die irrationalen, düsteren und zerstörerischen Züge des Ich, so dass sich eine bislang unbekannte Seelenlandschaft in der Spannung von Mensch, Natur und Kultur ergibt, gleichsam eine künstlerisch-literarische Exemplifikation der „Dialektik der Aufklärung“ avant la lettre. Bei Burke hat das Schreckliche als Grund des Erhabenen eine eher rezeptionsästhetische Qualität. Das Erhabene ist Sache der künstlerischen, hier der literarischen Darstellung, die mit ästhetischer Distanz arbeitet. Eine zu mimetische Darstellung stört die Rezeption. Das Gefühl des Erhabenen (beim Leser) stellt sich nach Burke nur ein, wenn das Schreckliche nicht in zu große Nähe rückt („does not press too nearly.“).
Der fremde bedrohliche Raum wird dementsprechend im klassischen englischen Schauerroman zumeist nach Deutschland oder Italien verlegt. Die katholische Kirche erscheint – durchaus anknüpfend an die aufklärerische Tradition der Religionskritik – als Hort der Unterdrückung und des Aberglaubens oder der Perversion. Zu den klassischen Gestaltungselementen des gothic novel gehören im Weiteren der heroische Kampf um die Befreiung einer schönen, unschuldigen Heldin, die in die Klauen eines bösartigen Peinigers geraten ist, die Flucht-Verfolgungsstruktur der Handlung, unterirdische Gefängnisse, Verliese und Grüfte oder Gewölbe sowie das grauenvolle, schreckenserregende Erleben von unerklärlichen Geschehnissen oder schauervollen Erscheinungen, wie etwa schwarzen Messen oder bedrohlichen Naturerscheinungen, und Begegnungen mit unheimlichen oder übernatürlichen Gestalten, wie etwa mysteriösen Fremden, Doppelgängern oder Scheintoten.
Gleichermaßen wird durch Nacht-, Verfolgungs- und Beschwörungsszenen und kunstvoll verzögerte Handlungsverläufe mit vielfachen Spannungs- und Überraschungseffekten eine Welt entworfen, die sich dem Zugriff kausaler Erklärungsmuster entzieht oder sich am Ende als Mystifizierung entpuppt.
Tod, Verfall und düster-erhabene Landschaften vor allem bei Radcliffe liefern ebenfalls Motive und Gestaltungselemente zur Inszenierung des Schreckens, der zunehmend vom Äußeren in das Innere oder Seelische verlagert wird. Die sprachliche Ausgestaltung der Angst und der Schreckhaftigkeit oder des Gruseln wird in der gothic romance bis in die Grenzbereiche des Pathologischen weiterentwickelt, um die extremen Gefühle sprachlich zu durchdringen und zu erschließen. Hierin liegt zugleich die eigentliche Leistung des Schauerromans: Der Leser nimmt aus unmittelbarer Nähe teil an den Seelenqualen der weiblichen oder männlichen Hauptfigur und ihrer Ängste vor Tod, Vergewaltigung, dem vollständig Unbekannten oder – schlimmer noch – der eigenen Schuld. Obwohl die Ursache des Schreckens im Nachhinein häufig rational aufgeklärt wird, ist die Textgewichtung dennoch eindeutig.
Bekannte Vertreter der angelsächsischen Schauerliteratur sind (in chronologischer Folge mit ihren Hauptwerken):
- Horace Walpole (The Castle of Otranto dt. Das Schloss von Otranto, 1764)
- Clara Reeve (The Old English Baron, 1778)
- William Beckford (Vathek, 1786)
- Ann Radcliffe (The Mysteries of Udolpho, 1794, und The Italian, 1797)
- William Godwin (Caleb Williams, 1794)
- Matthew Gregory Lewis (The Monk, 1796)
- Percy Bysshe Shelley (Zastrozzi, 1810)
- Mary Shelley (Frankenstein or The Modern Prometheus, 1818)
- John William Polidori (The Vampyre, 1819)
- Charles Robert Maturin (Melmoth the Wanderer, 1820)
- James Hogg (The Private Memoirs and Confessions of a Justified Sinner, 1824)

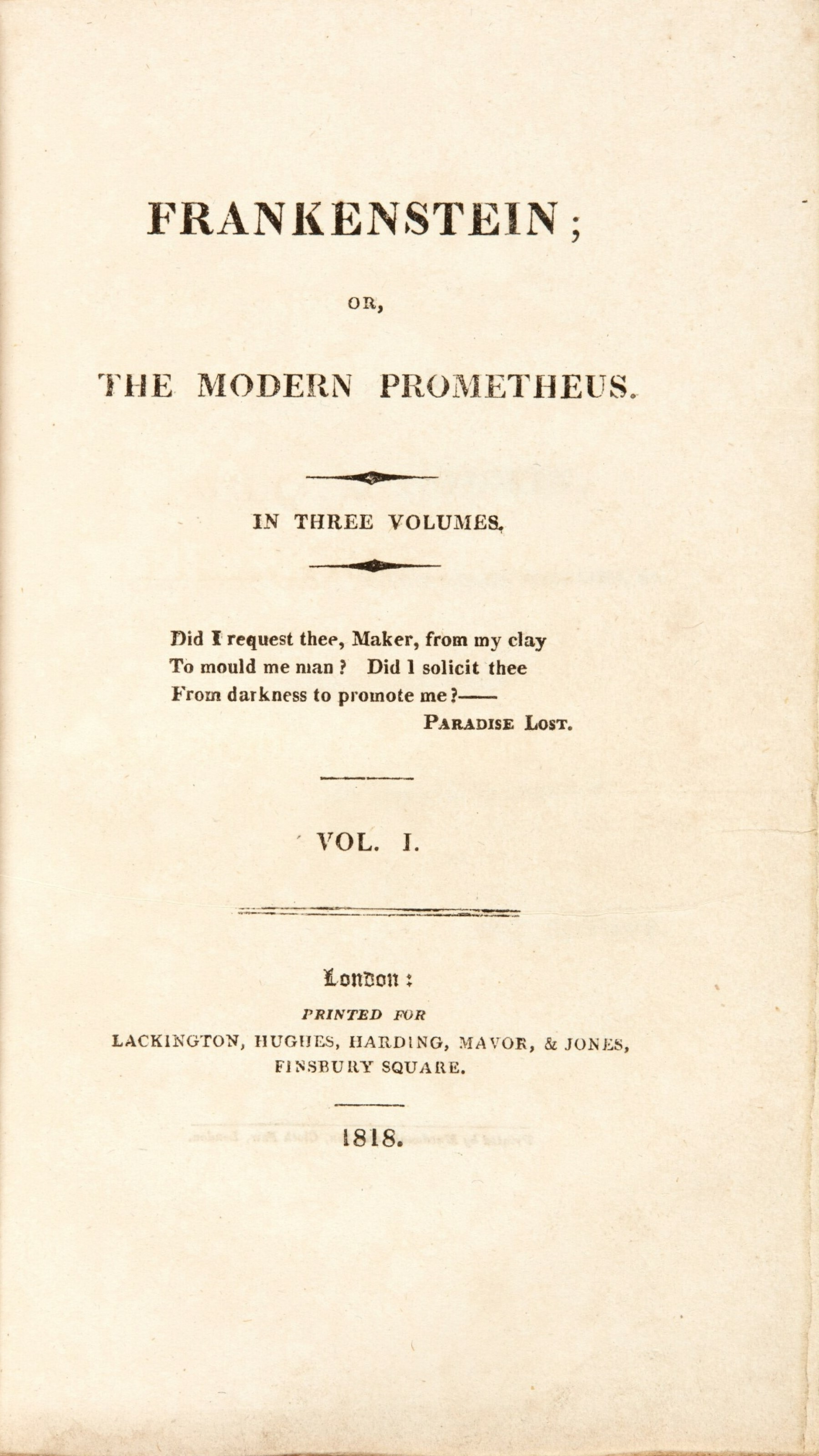
Frankenstein, Band 1, Titelseite der Erstausgabe von 1818

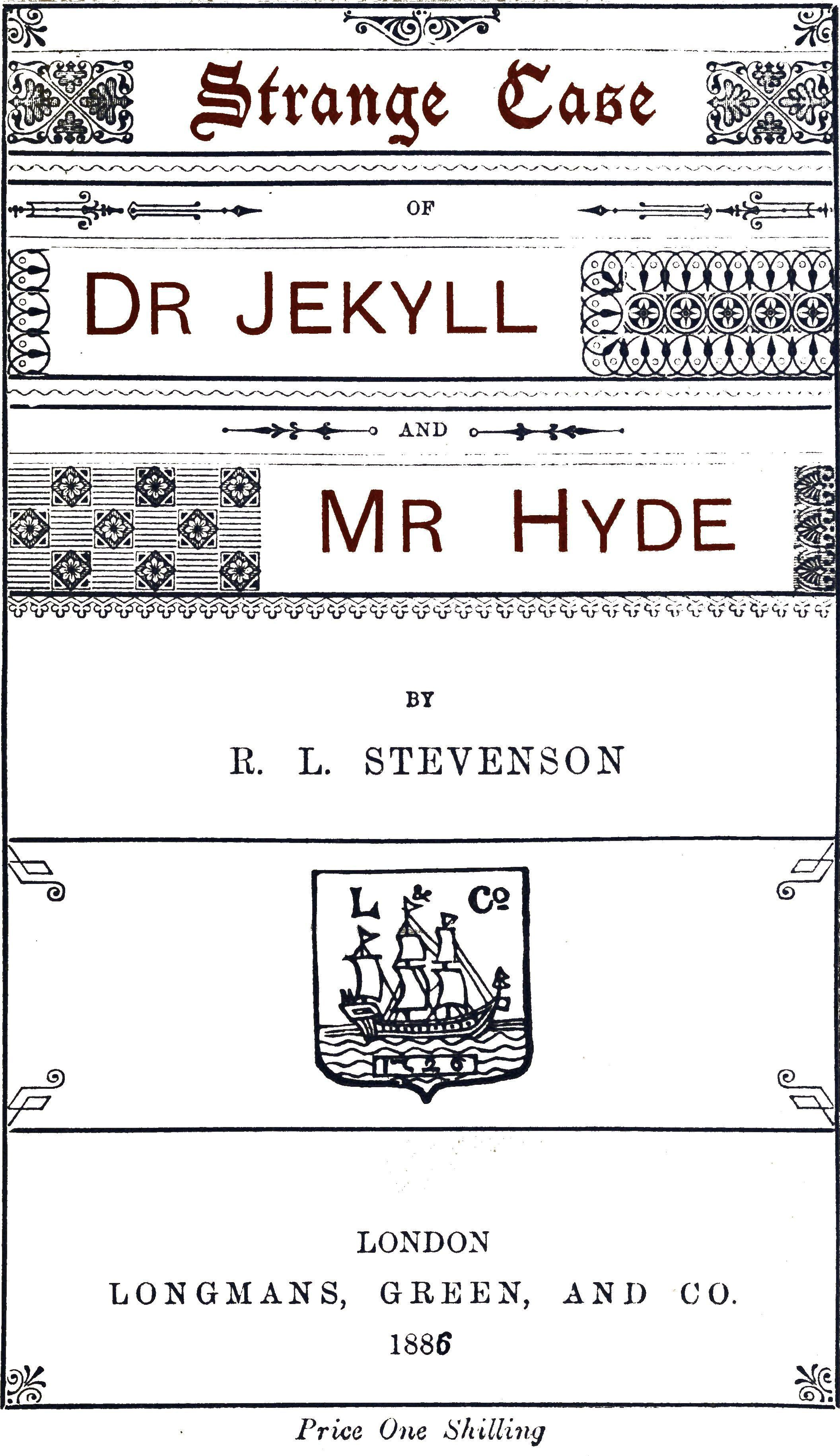
Strange Case of Dr Jekyll and Mr Hyde, Titelseite der Ausgabe von 1886

Um 1825 war die Blütezeit der gothic novel vorüber. Der Einfluss des Schauerromans auf die englische Erzählliteratur des 19. Jahrhunderts war jedoch nachhaltig. Nach dem Ende der Modeströmung in den 1820er Jahren erweist sich die vielseitige Verwendbarkeit des Repertoires des Schreckensromanes für ein großes Spektrum anderer literarischer Bereiche oder Gattungen wie etwa Science-Fiction, Kriminalroman oder Sozialroman. Auch die psychologisierende romance und die Phantastik greifen immer wieder auf Gestaltungsmittel der gothic romance zurück in ihren Versuchen, neue Erfahrungsbereiche zu erkunden.
Eine außerordentliche Wirkung entfaltete als Ableger der Schauerromantik insbesondere Mary Shelleys Erzählung Frankenstein, or the Modern Prometheus (1818). Shelleys Geschichte des Wissenschaftlers Viktor Frankenstein, der sich mit der Schaffung eines unerträglich hässlichen Menschen, mithin eines Androiden, selber in sein eigenes Unglück stürzt, entwickelte sich bis in die Gegenwart hinein zu einem jederzeit abrufbaren Mythos. Das in Shelleys Roman entworfene Sinnbild des Schöpfers Frankenstein, der in zerstörerischer Weise an sein Geschöpf, das Monster, gekettet ist, bringt exemplarisch die Dialektik von Utopie und Katastrophe zum Ausdruck und wird damit zum literarischen Prototyp für die Darstellung der unentrinnbaren Tragik des wissenschaftlich-utopischen Handelns. Der Traum der Selbsterlösung schafft Monster, Leid und quälende Schuldgefühle; aus den Gestaltungsmaterialien der gothic romance entwickelt Shelley damit das Vorbild für den fortschrittskritischen Zweig der Science-Fiction.
Im Unterschied zum klassischen Schauerroman relativiert Shelley in ihrem Werk allerdings das geläufige Gut-Böse-Schema: Der moderne Prometheus trägt einen Teil der Schuld, während sein rachedurstiges Geschöpf nicht nur Gefühle von Abscheu, sondern aufgrund seines Leidens auch von Sympathie im Leser weckt. Das Monster als Aggressor entpuppt sich zugleich als Opfer; das gequälte Opfer Frankenstein erweist sich zumindest teilweise ebenso als Aggressor.
Täter und Opfer sind kaum mehr trennbar; im voll ausgeprägten Schauerroman wird das Geschehen psychologisiert und damit die Gültigkeit der Sympathiesteuerung des Lesers nach dem Gesetz der poetic justice aufgehoben. Die perspektivische Darstellungsform mit ihrer Verbindung der Erzählungen des Polarforschers Watson, des Chemikers Frankenstein und des Monsters öffnet zusammen mit der thematischen Vielfalt ein weites Feld der literarischen Bedeutung: Frankenstein ist nicht nur ein moderner Mythos und eine wissenschaftskritische Science-Fiction-Erzählung, sondern zugleich auch eine literarische Studie über die gesellschaftlichen Ursachen des Übels im Sinne Rousseaus. Die Mordtaten des Monsters liegen in seiner Verzweiflung über die ständigen Zurückweisungen begründet, die es von der Gesellschaft aufgrund seiner Hässlichkeit erfährt. Moral basiert auf der Befriedigung elementarer Bedürfnisse, zu denen auch die Liebe zählt: Wird diese verweigert, schlägt die aufgestaute Frustration in Aggression um.
Die Qualen, die sich Schöpfer und Geschöpf in ihrer tragischen Verkettung gegenseitig zufügen, werden in Shelleys Roman derart breit dargestellt, dass Frankenstein zum literarischen Panorama und Seelendrama des einsam leidenden Menschen überhaupt wird. Zugleich warnt Shelleys Roman als moralisches Lehrstück vor den Gefahren menschlicher Selbstüberschätzung: Die grenzenlose Neugierde und der unbeschränkte Wissensdrang sind ein Werk des Teufels; ausdrücklich betont der Roman die Kontrolle des Machbaren und den Verzicht aus Verantwortung. Der von Shelley geschaffene Frankenstein-Mythos des gefährlichen Homunkulus und der Rückkehr des Verdrängten findet als abschreckendes Warnbild an zentraler Stelle Eingang in die Symbolwelt der nachfolgenden sozial- und utopiekritischen Literatur.
Zahlreiche Motive des Schauerromans wurden ebenso von der Literatur der Romantik aufgenommen. Es entstand die Schauerromantik oder Schwarze Romantik.
Die Fähigkeit des Schauerrepertoires, den dunklen Leidenschaften und dem Unbewussten zum Ausdruck zu verhelfen, zeigt sich gleichermaßen im Romanwerk von Charlotte und Emily Brontë oder in Robert Louis Stevensons Der seltsame Fall des Dr. Jekyll und Mr. Hyde. Explodierende Gefühle des Hasses, der Liebe oder der verborgenen Sexualität in Verbindung mit einer gewaltsamen Atmosphäre in Charlotte Brontës Jane Eyre oder Emily Brontës Wuthering Heights weisen zurück auf die entfesselten Leidenschaften des Schreckensromans, dessen gotischer Apparat jedoch gleichzeitig parodistisch unterminiert wird.
So bittet beispielsweise Rochester in Jane Eyre die aufgeregten Frauen, ihn nicht „herunterzureißen oder zu erdrosseln“. Ebenso werden die konventionellen Gefühlsstereotypen des gothic novel in der Zähmung und Verwandlung des aristokratischen Verführers in Charlotte Brontës Roman durchbrochen: So hasst Jane sich selbst, als sie ihrem Gewissen und nicht ihrem körperlichen Begehren folgt. Gelegentlich fällt Charlotte Brontës Protagonistin auch die Rolle der schreckhaften Heldin zu, die etwa bei dem Brandanschlag Rochesters wegen der fremden und bedrohlichen Sinneseindrücke zunächst große Angst verspürt.
Das moralische Gut-Böse-Schema des klassischen Schauerromans wird in Stevensons Der seltsame Fall des Dr. Jekyll und Mr. Hyde in psychologisierter Form übernommen. Der sozial erfolgreiche Dr. Jekyll besitzt in Wirklichkeit eine Doppelidentität und kann sich mit Hilfe einer chemischen Droge in seinen verborgenen, bösen und schrecklichen Teil – Mr. Hyde – verwandeln. In Stevensons allegorischer Variante des Schauerromans wird der alte Kampf zwischen guter und bestialischer Natur zugunsten des Bösen entschieden in einer modernen Welt, die zwischen Wissenschaft einerseits und nächtlicher Großstadt und Kriminalität andererseits gespalten ist. Die Anlage der Geschichte basiert dabei auf dem Muster des Kriminalromans: Das Geheimnis des Mordes löst sich erst nach der Aufdeckung der Identität von Mr. Hyde und dem abschließenden Geständnis auf.
Dagegen standen Autoren wie Edgar Allan Poe und Wilkie Collins am Anfang der Entwicklung des Kriminalromans, der in seiner Ausprägung als Mystery-Thriller ebenso stark auf Motive des Schauerromans zurückgreift. In eine dritte Richtung bewegte sich die Entwicklung hin zur modernen Horrorliteratur mit Vertretern wie H. P. Lovecraft oder Stephen King.

## Vertreter in Deutschland
Im deutschsprachigen Raum sind vor allen Dingen folgende Werke von Bedeutung für die Schauerliteratur: Christian Heinrich Spieß’ Das Petermännchen (1791–1792), Heinrich von Kleists Das Bettelweib von Locarno (1797), Ludwig Tiecks Der blonde Eckbert (1797), Der Runenberg (1804), Achim von Arnims Die Majoratsherren (1819), Adelbert von Chamissos Peter Schlemihls wundersame Geschichte (1814) und Friedrich de la Motte Fouqués Undine (1811). Darüber hinaus auch E. T. A. Hoffmann mit Die Elixiere des Teufels (1815) und seinen Nachtstücken, darunter Der Sandmann (1817), ebenso Joseph von Eichendorff mit Das Marmorbild (1818).
Nachdem bereits E. Marlitt in ihrem Romanwerk einige Elemente des Genres verwendet hatte, verschaffte um die Wende zum 20. Jahrhundert Eufemia von Adlersfeld-Ballestrem der Gattung des Schauerromans mit Werken wie Die weißen Rosen von Ravensberg erneut große Popularität. Gelegentlich schrieb sie, etwa mit Trix, solche Arbeiten, die zwar äußerliche Elemente von Schauerliteratur enthielten, auf eine innere Schauerhandlung – mit intensiven, dunklen, angstgeprägten Gefühlen der Figuren – aber vollständig verzichtete. Da von Adlersfeld-Ballestrem ihre Popularität der Tatsache verdankte, dass sie strikt in der Tradition der Gartenlauben-Romane schrieb, kann diese Unvollständigkeit der Implementierung von Schauerliteratur als Kompromiss an das Familienpublikum verstanden werden, das die Zielgruppe der Autorin war und das stärkere Momente von Horror als nicht jugendgerecht empfunden hätte.